# Ruscha
«Ruscha» — американская христианская рок-группа, существовавшая с конца 1980-х по начало 1990-х.

## История
Группа была создана в США советскими иммигрантами Питером (англ. Peter Pankratz) и Николаем Панкрацами (англ. Nikolai Pankratz); в её состав также вошли вокалист Энди Дентон (англ. Andy Denton), клавишник Майкл Джексон (англ. Michael Jackson) и барабанщик Билли Уильямс (англ. Billy Williams). В записи первого и единственного выпущенного в CD-формате альбома «Come Alive» приняли участие ещё ряд других музыкантов.
Дебютный альбом «Come Alive» (1988) был выпущен музыкантами на собственном лейбле «Pan-Trax», и за первые три месяца был продан тиражом более 20 тысяч экземпляров, а также вошёл на 38-ю строчку хит-парада «Billboard Top Contemporary Christian». Ряд композиций с этого релиза активно ротировались на американских христианских радиостанциях.
Следующий альбом «Invisible Hands» был выпущен в 1992 году, и вскоре после этого группа распалась. Билли Уильямс и Энди Дентон создали новый музыкальный коллектив «Legend Seven», а позже Дентон начал сольную карьеру.

## Альбомы
- «Come Alive» (1988) —  US Chistian/Gospel #38[3]
- «Invisible Hands» (1992)